# Juli Tamir

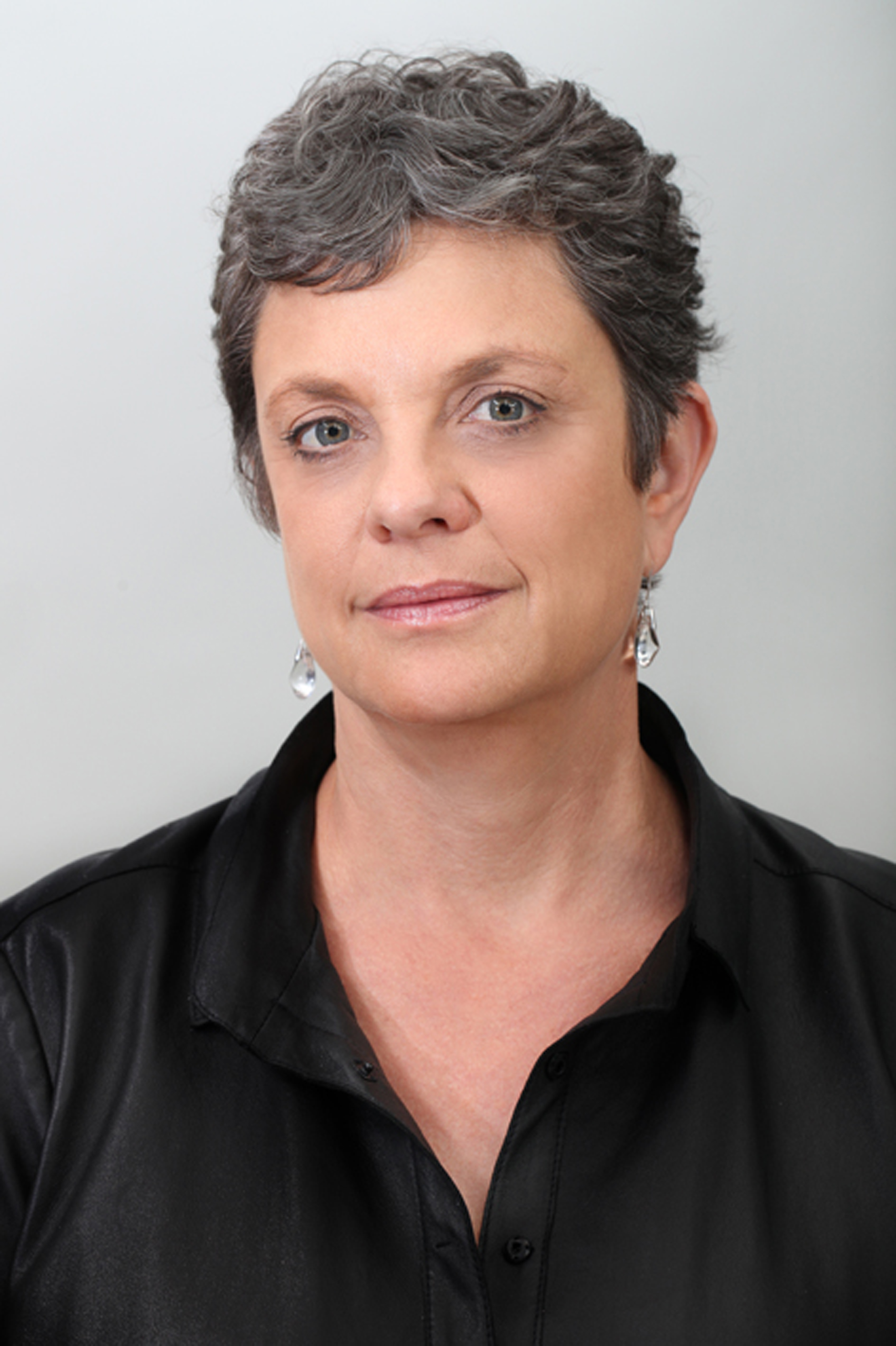
Juli Tamir, 2018

 Juli Tamir (hebräisch יולי תמיר‎, * 26. Februar 1954 in Tel Aviv, Israel als Jael Tamir, hebräisch יעל תמיר‎) ist eine israelische Politikerin und Ministerin.

## Werdegang
Tamir studierte Biologie und politische Philosophie und Politikwissenschaft. Von 2003 bis 2010 war sie Knesset-Abgeordnete und von 1999 bis 2001 Ministerin für die Aufnahme von Einwanderern. Des Weiteren war sie von 2006 bis 2009 Ministerin für Erziehung und von 2006 bis 2007 Ministerin für Wissenschaften, Kultur und Sport.